# José Manteca Oria
José Manteca Oria (Vega de Pas, Cantàbria, 1844 - Madrid, 1901) fou un polític espanyol establit a València, diputat a les Corts Espanyoles durant la restauració borbònica.

## Biografia
Es llicencià en dret a la Universitat de València i durant un temps fou jutge a Maó i representant de la Sociedad Arrendataria del Timbre a la Regió de Múrcia. Poc després conegué el seu futur sogre Gil Roger Duval, i gràcies a la seva amistat fou nomenat jutge de districte de Xelva. El 1882 fou advocat fiscal de l'Audiència d'Alacant, càrrec que abandonà el 1886 per a dedicar-se a la política.
Inicialment es vinculà políticament als cercles republicans del Manuel Ruiz Zorrilla, amb qui es va reunir algun cop a París, però després es va adscriure al grup de Cristino Martos Balbi i finalment es va fer membre del Partit Liberal Fusionista, amb el que fou elegit diputat pel districte de Xelva a les eleccions generals espanyoles de 1886, 1893, 1896, 1898, 1899 i 1901. Va formar de la fracció de Trinitario Ruiz Capdepón. Fou pare de José Manteca Roger.